# Nati nel 1965/Dicembre
| Questa pagina contiene informazioni ricavate automaticamente dalle voci biografiche con l'ausilio del template Bio e di un bot. L'aggiornamento è periodico e automatico e ricostruisce completamente la pagina. Se manca una persona in questa lista, sei pregato di non aggiungerla, ma accertati piuttosto che la sua voce biografica contenga il template Bio e che i dati anagrafici siano correttamente compilati. Se il template Bio manca, inseriscilo tu stesso o, in alternativa, metti l'avviso {{tmp\|Bio}} che ne segnala la mancanza. Se i dati riportati sono sbagliati, correggi direttamente la voce biografica; le modifiche saranno visibili in questa lista entro pochi giorni. Per chiarimenti vedi il progetto biografie. La lista contiene solo le 238 persone che sono citate nell'enciclopedia e per le quali è stato implementato correttamente il template Bio. Pagina aggiornata al 10 ago 2025. |

- 1º dicembre - Jacqueline Alex, ex nuotatrice tedesca orientale
- 1º dicembre - Agostino Cardamone, ex pugile italiano
- 1º dicembre - Henry Honiball, ex rugbista a 15 sudafricano
- 1º dicembre - Ryan Roxie, chitarrista e cantautore statunitense
- 1º dicembre - Alessandro Santoro, ex cestista e dirigente sportivo italiano
- 2 dicembre - Djamel Beghal, terrorista algerino
- 2 dicembre - Luisa Corna, cantante, conduttrice televisiva e attrice italiana
- 2 dicembre - Beatrice Macola, attrice italiana († 2001)
- 2 dicembre - Giuliano Palma, cantautore italiano
- 3 dicembre - Barbara Garrick, attrice statunitense
- 3 dicembre - Steve Harris, attore statunitense
- 3 dicembre - Miguel Illescas, scacchista spagnolo
- 3 dicembre - Alyson Noël, scrittrice statunitense
- 3 dicembre - Andrea Salerno, giornalista, autore televisivo e dirigente d'azienda italiano
- 3 dicembre - Andrew Stanton, regista, sceneggiatore e produttore cinematografico statunitense
- 3 dicembre - Katarina Witt, ex pattinatrice artistica su ghiaccio tedesca
- 3 dicembre - Peppe Zarbo, attore italiano
- 4 dicembre - Maurizio Acerbo, politico italiano
- 4 dicembre - Carlos Carvalhal, allenatore di calcio e ex calciatore portoghese
- 4 dicembre - Marcus D'Amico, attore britannico († 2020)
- 4 dicembre - Anthony DeSando, attore statunitense
- 4 dicembre - Jan S. Eckert, bassista tedesco
- 4 dicembre - Ulf Kirsten, ex calciatore tedesco
- 4 dicembre - Bart Lubbers, imprenditore olandese
- 4 dicembre - Francesco Manassero, ex calciatore peruviano
- 4 dicembre - Lorenzo Scarafoni, allenatore di calcio e ex calciatore italiano
- 4 dicembre - Veronica Taylor, doppiatrice statunitense
- 4 dicembre - Álex de la Iglesia, regista e sceneggiatore spagnolo
- 5 dicembre - Ernesto Aloia, scrittore italiano
- 5 dicembre - Carlton Palmer, allenatore di calcio e ex calciatore inglese
- 5 dicembre - John Rzeznik, chitarrista e cantante statunitense
- 5 dicembre - Valerij Spicyn, ex marciatore russo
- 5 dicembre - Aleksandr Aleksandrovič Žuravlëv, generale russo
- 6 dicembre - Žanna Agalakova, giornalista russa
- 6 dicembre - Gordon Durie, allenatore di calcio e ex calciatore scozzese
- 6 dicembre - Marko Gruškovnjak, ex calciatore sloveno
- 6 dicembre - Paul Jenkins, fumettista inglese
- 6 dicembre - Uwe Lulis, chitarrista e produttore discografico tedesco
- 6 dicembre - Philippe Morenvillier, politico francese
- 6 dicembre - Nicola Rignanese, attore italiano
- 6 dicembre - Davey Rimmer, bassista britannico
- 6 dicembre - Monica Samassa, attrice italiana († 2016)
- 6 dicembre - Luisa Seghezzi, ex ciclista su strada italiana
- 6 dicembre - Mike Windischmann, ex calciatore e ex giocatore di calcio a 5 statunitense
- 7 dicembre - Errion Charles, ex calciatore britannico
- 7 dicembre - Laura Ferrarese, astronoma e fisica italiana
- 7 dicembre - Colin Hendry, ex calciatore e allenatore di calcio scozzese
- 7 dicembre - Sergio Maciel, calciatore argentino († 2008)
- 7 dicembre - Karen Mirzoyan, politico karabakho
- 7 dicembre - Lanfranco Palazzolo, giornalista e scrittore italiano
- 7 dicembre - Luis Sierra, ex calciatore spagnolo
- 7 dicembre - Arūnas Visockas, ex cestista e allenatore di pallacanestro lituano
- 7 dicembre - Jeffrey Wright, attore statunitense
- 8 dicembre - Luca Cantagalli, allenatore di pallavolo e ex pallavolista italiano
- 8 dicembre - Ned Dennehy, attore irlandese
- 8 dicembre - Easy Mo Bee, produttore discografico statunitense
- 8 dicembre - David Harewood, attore britannico
- 8 dicembre - Sophien Kamoun, biologo e genetista tunisino
- 8 dicembre - Carina Lau, attrice e cantante cinese
- 8 dicembre - Raffaele Mancino, sollevatore italiano
- 8 dicembre - Teresa Weatherspoon, allenatrice di pallacanestro, dirigente sportivo e ex cestista statunitense
- 9 dicembre - Kathy Dingman, ex wrestler statunitense
- 9 dicembre - Ingo Gerhartz, generale e aviatore tedesco
- 9 dicembre - Leonid Mel'nikov, dirigente sportivo, allenatore di sci alpino e ex sciatore alpino russo
- 9 dicembre - Gheorghe Mihali, allenatore di calcio e ex calciatore rumeno
- 9 dicembre - Lucio Picci, economista italiano
- 10 dicembre - Niels Ferguson, crittografo e scrittore olandese
- 10 dicembre - José Aurelio Gay, allenatore di calcio e ex calciatore spagnolo
- 10 dicembre - Alain Hamer, ex arbitro di calcio lussemburghese
- 10 dicembre - Jørn Karlsrud, ex calciatore norvegese
- 10 dicembre - Hippolyt Kempf, ex combinatista nordico svizzero
- 10 dicembre - J Mascis, cantautore statunitense
- 10 dicembre - Luca Montanari, montatore italiano
- 10 dicembre - Michal Šanda, scrittore ceco
- 11 dicembre - László Gyenti, ex calciatore ungherese
- 11 dicembre - Ahmed Soliman, ex cestista egiziano
- 12 dicembre - Alessandra Acciai, attrice italiana
- 12 dicembre - Ricardo Altamirano, ex calciatore argentino
- 12 dicembre - Will Carling, ex rugbista a 15 britannico
- 12 dicembre - Catello Cimmino, ex calciatore italiano
- 12 dicembre - Piero Longhi, pilota di rally italiano
- 12 dicembre - Abdulaziz Mohamed, ex calciatore emiratino
- 12 dicembre - Hiroshi Takahashi, fumettista giapponese
- 12 dicembre - Alaa Thabet, giornalista egiziano
- 13 dicembre - Christoph Brüx, compositore, pianista e pittore tedesco
- 13 dicembre - Jackie Clune, attrice, cantante e insegnante inglese
- 13 dicembre - Luciano D'Alfonso, politico italiano
- 13 dicembre - Ilario Di Buò, arciere italiano
- 13 dicembre - Pablo Novak, attore e cantante argentino
- 13 dicembre - Zbigniew Spruch, ex ciclista su strada e dirigente sportivo polacco
- 13 dicembre - María Dolores de Cospedal, avvocato e politica spagnola
- 14 dicembre - Giovanni Amelino-Camelia, fisico italiano
- 14 dicembre - Aljoša Asanović, allenatore di calcio, dirigente sportivo e ex calciatore croato
- 14 dicembre - Craig Biggio, ex giocatore di baseball statunitense
- 14 dicembre - Vinicio Capossela, cantautore, polistrumentista e scrittore italiano
- 14 dicembre - Noritaka Funamizu, autore di videogiochi e character designer giapponese
- 14 dicembre - Helle Helle, scrittrice danese
- 14 dicembre - India Knight, giornalista e scrittrice britannica
- 14 dicembre - Ted Raimi, attore, regista e sceneggiatore statunitense
- 14 dicembre - Gretchen Rubin, scrittrice statunitense
- 15 dicembre - Luis Fabián Artime, ex calciatore argentino
- 15 dicembre - José Tolentino de Mendonça, cardinale, arcivescovo cattolico e teologo portoghese
- 15 dicembre - Rina De Lorenzo, politica italiana
- 15 dicembre - Ron Jarzombek, chitarrista statunitense
- 15 dicembre - Virginie Saint-Martin, direttrice della fotografia belga
- 15 dicembre - Enzo Troiano, fumettista e illustratore italiano
- 16 dicembre - Shawn Christian, attore statunitense
- 16 dicembre - Mohammed Elewonibi, ex giocatore di football americano nigeriano
- 16 dicembre - Emeka Ezeugo, ex calciatore nigeriano
- 16 dicembre - Ellen Gallagher, artista statunitense
- 16 dicembre - Inuko Inuyama, doppiatrice giapponese
- 16 dicembre - Mourad Laffitte, regista e sceneggiatore francese
- 16 dicembre - Park Si-hun, ex pugile sudcoreano
- 16 dicembre - Nancy Valen, attrice e produttrice televisiva statunitense
- 16 dicembre - Franco Zucchi, ex canottiere italiano
- 17 dicembre - Francesco Dominedò, attore, regista cinematografico e sceneggiatore italiano
- 17 dicembre - Jeff Grayer, ex cestista e allenatore di pallacanestro statunitense
- 17 dicembre - Gorō Itō, ex giocatore di football americano e allenatore di football americano giapponese
- 17 dicembre - Ihor Kutjepov, ex calciatore sovietico
- 17 dicembre - Frank Pietrangelo, ex hockeista su ghiaccio canadese
- 17 dicembre - Jasna Šekarić, tiratrice a segno serba
- 18 dicembre - Roberto Cellini, economista italiano
- 18 dicembre - Sebastian Grigg, IV barone Altrincham, politico britannico
- 18 dicembre - Angeliki Kanellopoulou, ex tennista greca
- 18 dicembre - Luigi Lamonica, ex arbitro di pallacanestro italiano
- 18 dicembre - Igor Milanović, ex pallanuotista e allenatore di pallanuoto serbo
- 18 dicembre - John Moshoeu, calciatore sudafricano († 2015)
- 18 dicembre - Manuel Peña, calciatore spagnolo († 2012)
- 18 dicembre - Fernando Proce, conduttore radiofonico, giornalista e cantante italiano
- 18 dicembre - Massimo Russo, giornalista italiano
- 18 dicembre - Brian Walton, ex ciclista su strada e pistard canadese
- 18 dicembre - J.H. Williams III, fumettista, designer e scrittore statunitense
- 18 dicembre - Chris Witchhunter, batterista tedesco († 2008)
- 19 dicembre - Adam Fiedler, ex cestista e allenatore di pallacanestro polacco
- 19 dicembre - Pippo Matino, bassista italiano
- 19 dicembre - Jorge Paixão, allenatore di calcio e ex calciatore portoghese
- 19 dicembre - Jessica Steen, attrice canadese
- 19 dicembre - Ari Suhonen, ex mezzofondista finlandese
- 19 dicembre - Jesús Tejero, ex calciatore spagnolo
- 20 dicembre - Robert Cavanah, attore e regista scozzese
- 20 dicembre - Marco Antonio Almeida Ferreira, ex calciatore brasiliano
- 20 dicembre - Rich Gannon, ex giocatore di football americano statunitense
- 21 dicembre - Andy Dick, attore, comico e produttore televisivo statunitense
- 21 dicembre - Anke Engelke, comica, attrice e doppiatrice tedesca
- 21 dicembre - Masahiro Motoki, attore giapponese
- 21 dicembre - Declan O'Brien, regista, sceneggiatore e produttore cinematografico statunitense († 2022)
- 21 dicembre - Cem Özdemir, politico tedesco
- 22 dicembre - Victoria Alonso, produttrice cinematografica argentina
- 22 dicembre - Coquito, ex calciatore uruguaiano
- 22 dicembre - Beth Fantaskey, scrittrice statunitense
- 22 dicembre - Francesco Gazzaneo, dirigente sportivo e ex calciatore italiano
- 22 dicembre - David S. Goyer, sceneggiatore, regista e produttore cinematografico statunitense
- 22 dicembre - Luis Islas, allenatore di calcio e ex calciatore argentino
- 22 dicembre - Andrew Kennedy, ex cestista giamaicano
- 22 dicembre - Sergi López, attore spagnolo
- 22 dicembre - Judith Scott, attrice statunitense
- 22 dicembre - Bryan Shelton, allenatore di tennis e ex tennista statunitense
- 22 dicembre - Robbie Wakenshaw, ex calciatore inglese
- 22 dicembre - Urszula Włodarczyk, ex multiplista e triplista polacca
- 22 dicembre - Sakit Əliyev, calciatore azero († 2015)
- 23 dicembre - Daina Gudzinevičiūtė, tiratrice a volo lituana
- 23 dicembre - Christian Hauswirth, ex saltatore con gli sci svizzero
- 23 dicembre - Jeong Mi-gyeong, ex cestista sudcoreana
- 23 dicembre - Andreas Kappes, pistard e ciclista su strada tedesco († 2018)
- 23 dicembre - Clifford Lett, ex cestista statunitense
- 23 dicembre - Fabio Magrini, ex sollevatore italiano
- 23 dicembre - Andrea Ricci, politico italiano
- 23 dicembre - Ivars Zankovskis, ex cestista lettone
- 24 dicembre - Carla Bozulich, cantautrice e musicista statunitense
- 24 dicembre - Michel Cornelisse, ex ciclista su strada e dirigente sportivo olandese
- 24 dicembre - Nicholas Cusack, ex calciatore inglese
- 24 dicembre - Roger Joseph, ex calciatore inglese
- 24 dicembre - Václav Korunka, ex fondista ceco
- 24 dicembre - Emma Marcegaglia, imprenditrice italiana
- 24 dicembre - Stefano Mignucci, regista televisivo italiano
- 24 dicembre - Winston Moss, ex giocatore di football americano statunitense
- 24 dicembre - Majid Musisi, calciatore ugandese († 2005)
- 24 dicembre - André Nieuwlaat, ex calciatore norvegese
- 24 dicembre - Brian Reitzell, compositore e musicista statunitense
- 24 dicembre - Marcus Sorg, allenatore di calcio e ex calciatore tedesco
- 25 dicembre - Henri M.J. Boffin, astronomo belga
- 25 dicembre - Ed Davey, politico britannico
- 25 dicembre - Reto Götschi, bobbista svizzero
- 25 dicembre - Dmitrij Mironov, ex hockeista su ghiaccio sovietico
- 25 dicembre - Seong Jeong-a, ex cestista sudcoreana
- 25 dicembre - Rudolf Stockar, geologo e paleontologo svizzero
- 26 dicembre - Anikó Bíró, ex cestista ungherese
- 26 dicembre - Nadia Dajani, attrice statunitense
- 26 dicembre - Massimo Giuntini, musicista italiano
- 26 dicembre - József Navarrete, ex schermidore ungherese
- 26 dicembre - Kathleen Nord, nuotatrice tedesca († 2022)
- 26 dicembre - Waldemar Aurelio de Oliveira Filho, ex calciatore brasiliano
- 26 dicembre - Carolina Rosi, attrice italiana
- 27 dicembre - Lisa Angelle, cantante e compositrice statunitense
- 27 dicembre - Vincenzo D'Arienzo, politico italiano
- 27 dicembre - Salman Khan, attore indiano
- 27 dicembre - Michael Mertens, ex pesista tedesco
- 27 dicembre - Roderick Scott, ex calciatore inglese
- 27 dicembre - Omar Turro Moya, ex atleta paralimpico cubano
- 27 dicembre - Marcos da Silva Simpson, giocatore di calcio a 5 brasiliano
- 28 dicembre - Dražen Biškup, allenatore di calcio e ex calciatore croato
- 28 dicembre - Andrés Contreras, allenatore di pallacanestro e ex cestista messicano
- 28 dicembre - Kazuo Echigo, ex calciatore giapponese
- 28 dicembre - Filippo Focardi, storico e scrittore italiano
- 28 dicembre - Gianluca Gaudenzi, allenatore di calcio e ex calciatore italiano
- 28 dicembre - Henry Hurley, ex rugbista a 15 irlandese
- 28 dicembre - Giovanni Intini, arcivescovo cattolico italiano
- 28 dicembre - Allar Levandi, combinatista nordico estone
- 28 dicembre - Tracy Moore, ex cestista statunitense
- 28 dicembre - Simone Perotti, scrittore italiano
- 28 dicembre - John Piccard, ex sciatore alpino francese
- 28 dicembre - Goldie, disc jockey, musicista e attore britannico
- 28 dicembre - Olli Rahnasto, ex tennista finlandese
- 28 dicembre - Edita Randová, mezzosoprano ceca
- 28 dicembre - Roberto Spampatti, ex sciatore alpino italiano
- 28 dicembre - Antonella Terenzi, nuotatrice artistica italiana
- 29 dicembre - David Delfino, ex hockeista su ghiaccio statunitense
- 29 dicembre - Dexter Holland, cantante e chitarrista statunitense
- 29 dicembre - Adolfo Jara, ex calciatore e ex giocatore di calcio a 5 paraguaiano
- 29 dicembre - Luis Jara, ex calciatore e ex giocatore di calcio a 5 paraguaiano
- 29 dicembre - John Newton, attore statunitense
- 29 dicembre - Fabio Nigro, dirigente sportivo e ex calciatore argentino
- 29 dicembre - Danilo Pérez, pianista e compositore panamense
- 29 dicembre - Luciana Santos, politica e ingegnera brasiliana
- 30 dicembre - Fabián Cancelarich, calciatore argentino († 2024)
- 30 dicembre - Essam Abd El Fatah, ex arbitro di calcio egiziano
- 30 dicembre - Mixmaster Morris, musicista e disc jockey inglese
- 30 dicembre - Ivajlo Kirov, ex calciatore bulgaro
- 30 dicembre - Igor' Bezler, militare ucraino
- 30 dicembre - Frank Vignola, chitarrista statunitense
- 30 dicembre - Eric White, ex cestista statunitense
- 31 dicembre - Tony Dorigo, ex calciatore inglese
- 31 dicembre - Gong Li, attrice cinese
- 31 dicembre - Daniel Guzmán, allenatore di calcio e ex calciatore messicano
- 31 dicembre - Fernanda Porto, cantante e polistrumentista brasiliana
- 31 dicembre - Johan Rockström, ecologo svedese
- 31 dicembre - Nicholas Sparks, scrittore statunitense
- 31 dicembre - Jeff Williams, ex velocista statunitense